# John McCabe
John McCabe CBE (* 21. April 1939 in Huyton, Merseyside; † 13. Februar 2015 in London) war ein englischer Pianist und Komponist.

## Leben
Er studierte in Manchester von 1957 bis 1960 an der Universität und von 1960 bis 1964 am Royal College of Music Klavier und Komposition. Anschließend setzte er seine Kompositionsstudien in München bei Harald Genzmer an der Hochschule für Musik fort.
1969 erhielt er den Gaudeamus-Preis für die Interpretation zeitgenössischer Musik. Als Lehrer unterrichtete er 1965–1968 Klavier an der Universität in Cardiff. 1977 wurde er mit dem Ivor-Novello-Preis ausgezeichnet. 1983 wurde er Direktor des London College of Music.
John McCabes kompositorisches Schaffen umfasst Symphonien, Konzerte, Ballett-, Kammer- und Klaviermusik. Als Pianist setzte er sich besonders für zeitgenössische (Adams, Carter, Corigliano) und für britische Komponisten (Bax, Britten, Rawsthorne) ein. Zu seinen herausragendsten Leistungen zählt bis heute die Gesamtaufnahme der Klaviersonaten von Joseph Haydn.
McCabe war auch als Komponist für Filmmusik tätig. Sein Debüt gab er 1972 mit der Musik zum Horrorfilm The Fear – Angst in der Nacht. In den Jahren 1973 bis 1975 war er an der Fernsehserie Sam beteiligt. In den 1980er-Jahren folgten noch ein paar Arbeiten für das Fernsehen.

## Auszeichnungen
- 1962: Kompositionspreis der Royal Philharmonic Society
- 1969: Gaudeamus-Preis
- 1977: Ivor-Novello-Preis
- Commander des Order of the British Empire